# Mieczysław Skorupiński
Mieczysław Skorupiński, ps. Maurycy Blieblau (ur. 20 stycznia 1919 w Zilupe na Łotwie, zm. ?) – kapitan Wojska Polskiego, oficer polskiego wywiadu wojskowego (Zarządu II Sztabu Generalnego Wojska Polskiego), zbiegły na Zachód w 1958.

## Wykształcenie i działalność w Komunistycznym Związku Młodzieży Polskiej
Był synem Salomona i Soni z domu Arinu. Na początku lat dwudziestych cała rodzina Skorupińskich przyjechała do Polski i osiadła w Kaliszu, gdzie otworzyła mały zakład szewski. W 1933 po ukończeniu siedmioletniej szkoły powszechnej Mieczysław rozpoczął naukę w miejscowym gimnazjum państwowym. W tym samym roku, za namową ojca, który był członkiem i sympatykiem Komunistycznej Partii Polski, wstąpił do nielegalnej organizacji Pionier, a parę miesięcy później był już członkiem Komunistycznego Związku Młodzieży Polskiej. Po paromiesięcznej działalności w KZMP został wskazany prawdopodobnie przez informatora policji (PP) i aresztowany. Skazany przez Sąd Okręgowy w Kaliszu na pobyt w zamkniętym zakładzie poprawczym. Skorupiński wykorzystując chwilową przepustkę uciekł z kraju.

## Za granicą
Po ucieczce z Polski trafił do Belgii, gdzie po czterech miesiącach bezskutecznego poszukiwania pracy przeniósł się do stolicy Francji, Paryża. Gdy powtórzyło się to samo co w Belgii, Mieczysław postanowił wyjechać do ogarniętej wówczas wojną domową Hiszpanii. O swoich przeżyciach w Hiszpanii pisał -

Zostałem przydzielony do 13 Brygady imienia J. Dąbrowskiego. Służbę w jednostce tej rozpocząłem jako szeregowiec, awansując kolejno na podoficera i następnie porucznika oraz objąłem dowództwo nad sekcją CKM-ów. W 1938 roku, w październiku, zostałem ranny i wzięty do niewoli. Przebywałem w różnych więzieniach, obozach i na przymusowej pracy w kamieniołomie.

Gdy w 1943 wojska III Rzeszy okupowały niemal całą Europę i część Związku Radzieckiego, Skorupiński przebywał w więzieniu hiszpańskim. W marcu 1943 władze tego kraju zdecydowały się wypuścić na wolność wszystkich obcokrajowców przebywających w obozach i więzieniach. Skorupiński wraz z grupą tzw. dąbrowszczaków trafił do Gibraltaru i po kilku miesiącach dotarł do Wielkiej Brytanii, gdzie pracował jako operator prasy w fabryce tłoków. Pod koniec grudnia 1944 wstąpił do polskiej marynarki handlowej i pływał w charakterze maszynisty na kilku statkach. W czasie jednego z rejsów podczas komunistycznej agitacji wywiązał się spór z innym członkiem załogi, co zakończyło się postrzeleniem Skorupińskiego w brzuch - raniony ze statku trafił do szpitala.

## Powrót do Polski
Po wyjściu ze szpitala rozpoczął pracę w Konsulacie Generalnym PRL w Londynie i w połowie września 1946 wrócił do Polski. Po przybyciu do kraju został skierowany do KC PPR i oddelegowany do wojska w stopniu porucznika. Następnie pod koniec grudnia 1946 rozpoczął służbę w wywiadzie wojskowym Oddziale II Sztabu Generalnego, na stanowisku referenta. Po trzech latach służby (tj. w 1949) został awansowany do stopnia kapitana i został kierownikiem Sekcji 1 w Wydziale III (Morskim). W tym samym czasie ożenił się z Krystyną Fryd.
Kariera wojskowa Mieczysława Skorupińskiego załamała się wkrótce po usunięciu z wywiadu nieoficjalnego patrona tzw. dąbrowszczaków gen. bryg. Wacława Komara, szefa Oddziału II od grudnia 1949 do 1950. W specjalnej opinii sporządzonej na początku grudnia 1950 dla potrzeb nowego kierownictwa Oddziału II, podpułkownik Adam Kornecki, zastępca szefa Wydziału III, w którym służył Skorupiński, w następujący sposób ocenił swojego podkomendnego:

Wartości służbowe - Oficer zdyscyplinowany, pracuje chętnie lecz niesystematycznie i powierzchownie. Pracował samodzielnie i w poszczególnych wypadkach miał pozytywne wyniki. Na ogół wymaga jednak stałej kontroli i kierownictwa. W pracy posuwał się utartymi drogami i nie wykazywał specjalnej inicjatywy. Z podległymi mu oficerami współpracował zgodnie, zyskując sobie ich sympatię i zaufanie. Po dłuższym okresie współpracy w sekcji zauważono pewne objawy kumoterskich stosunków. Znajomość przepisów służbowych dobra. Dba o przestrzeganie tajemnicy służbowej. Stosunek do przełożonych poprawny.

2 marca 1951 Skorupińskiego odkomenderowano do dyspozycji szefa Departamentu Personalnego Ministerstwa Obrony Narodowej i dwa tygodnie później, rozkazem ministra ON numer 203 z 14 marca 1951, przeniesiono do rezerwy.

## Służba pozawojskowa
Po odejściu z wojska Skorupiński otrzymał polecenie objęcia funkcji kierownika Linii Lewantyjskiej w Polskich Liniach Oceanicznych, a w październiku został awansowany na stanowisko naczelnego dyrektora Polskiej Żeglugi Morskiej w Szczecinie (1954-1955), następnie dyrektora naczelnego w Polskich Liniach Oceanicznych w Gdyni (1955-1956). W październiku 1957 został odwołany z obejmowanego stanowiska i przesunięty na znacznie niższe - szkolnego asystenta pokładowego PLO. Prawdopodobnie zaszokowanie odsunięciem do rezerwy a następnie zablokowanie dobrze malującej się kariery w PLO spowodowało decyzję Skorupińskiego o dezercji. 22 października 1958 Skorupiński uciekł (zdezerterował) z jednego z zachodnioeuropejskich portów. W Polsce zostawił żonę i dwoje dzieci.

Dalsze losy Mieczysława Skorupińskiego nie są znane, w kraju nie wszczęto postępowania karnego, pozbawiono go jedynie stopnia oficerskiego.